# Мохначівська сільська рада
Мохначі́вська сільська́ ра́да — адміністративно-територіальна одиниця та орган місцевого самоврядування в Ріпкинському районі Чернігівської області. Адміністративний центр — село Мохначі.

## Загальні відомості
Мохначівська сільська рада утворена у 1918 році.
- Територія ради: 48,156 км²
- Населення ради: 1 011 осіб (станом на 2001 рік)

## Населені пункти
Сільській раді підпорядковані населені пункти:
- с. Мохначі
- с. Галків
- с. Губарі
- с-ще Пересаж
- с. Семаки
- с. Углова Рудня

## Склад ради
Рада складається з 12 депутатів та голови.
- Голова ради: Леоненко Валентина Миколаївна
- Секретар ради: Бобровник Світлана Володимирівна

### Керівний склад попередніх скликань
| Прізвище, ім'я, по батькові   | Основні відомості                                                                       | Дата обрання | Дата звільнення |
| ----------------------------- | --------------------------------------------------------------------------------------- | ------------ | --------------- |
| Леоненко Валентина Миколаївна | Сільський голова, 1960 року народження, освіта середня спеціальна, член Народної партії | 26.03.2006   | 31.10.2010      |
| Леоненко Валентина Миколаївна | Сільський голова, 1960 року народження, освіта середня спеціальна, член Партії регіонів | 31.10.2010   |                 |

Примітка: таблиця складена за даними сайту Верховної Ради України

### Депутати
За результатами місцевих виборів 2010 року депутатами ради стали:

#### За суб'єктами висування
| Суб'єкт висування                                       | Кількість обраних депутатів | %    |
| ------------------------------------------------------- | --------------------------- | ---- |
| Партія регіонів                                         | 5                           | 41,7 |
| Політична партія Всеукраїнське об'єднання «Батьківщина» | 4                           | 33,3 |
| Комуністична партія України                             | 3                           | 25   |

#### За округами
| № округу                                                | Прізвище, ім'я, по батькові      | Дата визнання обраним | Освіта  | Партійна приналежність                        | Відомості про обраного депутата                       |
| ------------------------------------------------------- | -------------------------------- | --------------------- | ------- | --------------------------------------------- | ----------------------------------------------------- |
| Комуністична партія України                             |                                  |                       |         |                                               |                                                       |
| 1                                                       | Ященко Сергій Анатолійович       | 02.11.2010            | середня | член Комуністичної партії України             | ТОВ «Маяк», тракторист                                |
| 3                                                       | Леоненко Надія Михайлівна        | 02.11.2010            | вища    | член Комуністичної партії України             | Любецький психоневрологічний інтернат, медична сестра |
| 5                                                       | Деревянко Вадим Миколайович      | 02.11.2010            | вища    | член Комуністичної партії України             | ПП «Мохначівське», агроном                            |
| Партія регіонів                                         |                                  |                       |         |                                               |                                                       |
| 2                                                       | Бобровник Світлана Володимирівна | 02.11.2010            | середня | член Партії регіонів                          | Мохначівська сільська рада, головний бухгалтер        |
| 6                                                       | Михайленко Микола Володимирович  | 02.11.2010            | вища    | член Партії регіонів                          | тимчасово не працює                                   |
| 7                                                       | Прищепа Світлана Анатоліївна     | 02.11.2010            | вища    | член Партії регіонів                          | територіальний центр, соціальний робітник             |
| 8                                                       | Репех Наталія Миколаївна         | 02.11.2010            | вища    | член Партії регіонів                          | Мохначівська сільська рада, секретар сільради         |
| 10                                                      | Леоненко Любов Петрівна          | 02.11.2010            | вища    | член Партії регіонів                          | Галківська бібліотека, завідувачка                    |
| Політична партія Всеукраїнське об'єднання «Батьківщина» |                                  |                       |         |                                               |                                                       |
| 4                                                       | Ященко Василь Іванович           | 02.11.2010            | вища    | член Всеукраїнського об'єднання «Батьківщина» | ПП «Мохначівське», директор                           |
| 9                                                       | Бабак Антоніна Василівна         | 02.11.2010            | середня | позапартійна                                  | загальноосвітня школа с. Семаки, техпрацівник         |
| 11                                                      | Дубина Антоніна Михайлівна       | 02.11.2010            | вища    | позапартійна                                  | загальноосвітня школа с. Семаки, вчитель              |
| 12                                                      | Смоліговець Надія Петрівна       | 02.11.2010            | вища    | позапартійна                                  | загальноосвітня школа с. Семаки, вчитель              |